# Muftiuga
Muftiuga (en rus: Муфтюга) és un poble de la República de Komi, a Rússia, segons el cens del 2010 tenia 99 habitants.